# Scoliacma asuroides
Scoliacma asuroides là một loài bướm đêm thuộc phân họ Arctiinae, họ Erebidae.